# Las Águilas, Hidalgo
Las Águilas är en ort i Mexiko.   Den ligger i kommunen Mineral de la Reforma och delstaten Hidalgo, i den sydöstra delen av landet, 80 km nordost om huvudstaden Mexico City. Las Águilas ligger 2 362 meter över havet och antalet invånare är 442.
Terrängen runt Las Águilas är kuperad norrut, men söderut är den platt. Runt Las Águilas är det mycket tätbefolkat, med 1 135 invånare per kvadratkilometer. Närmaste större samhälle är Pachuca de Soto, 4,4 km norr om Las Águilas. Omgivningarna runt Las Águilas är i huvudsak ett öppet busklandskap.